# آيت وعتيق (آيت مرغاد)
آيت وعتيق هو دُوَّار يقع بجماعة تيلمي، إقليم تنغير، جهة درعة تافيلالت في المملكة المغربية. ينتمي الدوّار لمشيخة آيت مرغاد التي تضم 13 دوار. يقدر عدد سكانه بـ 502 نسمة حسب الإحصاء الرسمي للسكان والسكنى لسنة 2004.

## وصلات خارجية
- البوابة الوطنية للجماعات الترابية
- المندوبية السامية للتخطيط